# NGC 510
NGC 510は、うお座にある二重星である。二つの恒星の離角は約8秒で、かなりの集光力と分解能がないと分離できない。NGC 499から東南東におよそ7分、NGC 515から西北西におよそ9分の位置にある。

## 歴史
NGC 510は、スウェーデンの天文学者ヘルマン・シュルツが発見したとされる。ニュージェネラルカタログ（NGC）では、「非常に暗く、小さく、ほとんど広がっていない」と記述されている。改訂NGCでは、PGC 5102と誤って同定されている。